# Hüsrev Gerede

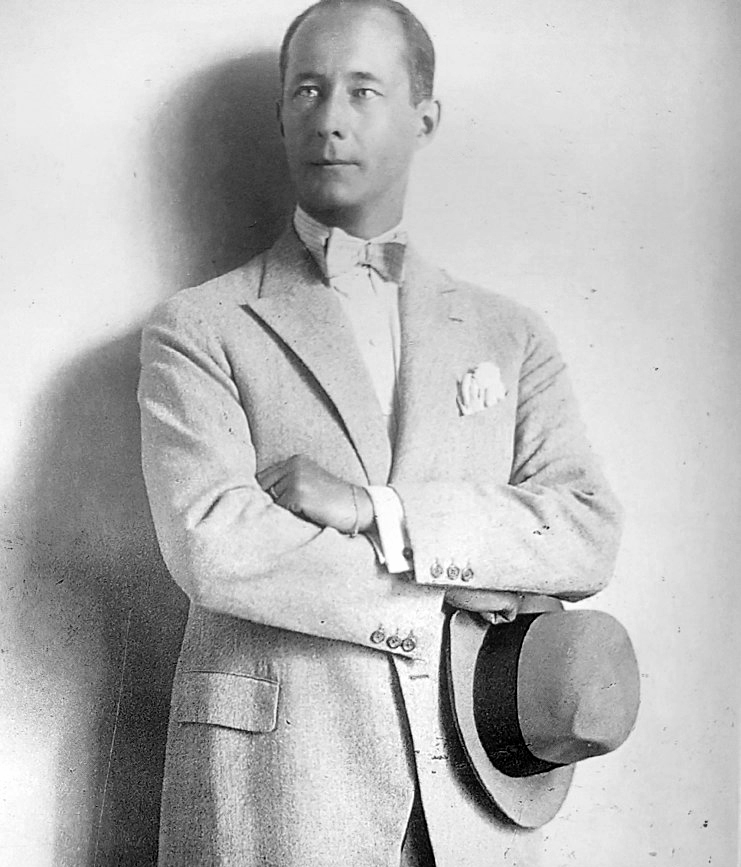
Hüsrev Gerede

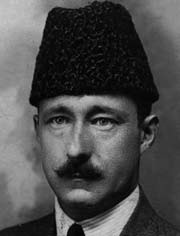
Gerede mit Karakulschaf

Hüsrev Gerede  (* 19. Mai 1884 in Edirne; † 20. März 1962 in Istanbul) war ein türkischer Militär, Politiker und Diplomat.

## Leben
Hüsrev Gerede war ein enger Vertrauter von Mustafa Kemal Atatürk, dem Begründer der modernen Türkei. Bei der Einführung von Nachnamen erhielt er den Namen der Stadt Gerede. Hüsrev Gerede ging in Erzurum zur Schule. Nach dem Tod des Vaters zog die Familie nach Istanbul. Dort studierte Gerede an der Militärakademie und hatte eine Zulassung zum Generalstab. 1912 im Balkankrieg war er Mitarbeiter des Nachrichtendienstes des ersten kaukasischen Korps, 1913 war er Militärattaché in Athen, Mitglied der Grenzziehungskommission, und löste Mazhar Müfit Kansu als Vali der Provinz Bitlis ab. Melle Selim führte einen kurdischen Aufstand in Hizan an. Hüsrev Gerede sandte Truppen, welche aufgerieben wurden, die kurdischen Streitkräfte besetzten zwei Stadtviertel von Bitlis. Weitere türkische Truppen schlugen den Aufstand nieder, es gab zahlreiche Verhaftungen und einen Prozess, ein Teil wurde hingerichtet sowie ein Teil in Verbannung geschickt. Melle Sellim fand Asyl im russischen Konsulat, mit Beginn des Ersten Weltkriegs stürmten türkische Truppen das Konsulat, Melle Selim und 18 Mitstreiter wurden zum Tod verurteilt.
In der letzten Legislaturperiode des Osmanischen Parlaments war Gerede Nachrücker für Trabzon. Er saß in der ersten Legislaturperiode für Trabzon in der Große Nationalversammlung der Türkei und war ihr Präsident. Von 21. Februar 1921 bis 12. März 1922 vertrat er auf der Londoner Konferenz den Standpunkt, dass der Vertrag von Sèvres nicht für die Türkei maßgeblich sei. Von 7. Mai 1924 bis 1926 war er Gesandter in Budapest. Von 1926 bis 1930 war er Gesandter in Sofia. Von 1. Oktober 1930 bis 1. Juli 1934 war er Gesandter in Teheran, 1934 schloss Reza Schah Pahlavi mit Mustafa Kemal Atatürk einen türkisch-iranischen Freundschaftsvertrag gegen die Kurden. Hüsrev Gerede war vom 6. Januar 1936 bis 5. September 1939 Gesandter in Tokio. Von 5. September 1939 bis 27. Juli 1942 war er Gesandter in Berlin. Von 5. Februar 1947 bis 19. Juli 1949 war er Gesandter in Rio de Janeiro.